# Làvotxkin
NPO Làvotxkin (rus: НПО Лавочкина, OKB-301, també anomenat Associació de Producció i Recerca Làvotxkin  o breument Associació Làvotxkin, LA) és una companyia aeroespacial russa. És un actor important en el programa espacial rus, que és el desenvolupador i fabricant de l'etapa superior de Fregat, així com les sondes interplanetàries com Fobos-Grunt. A partir de 2015, estava dirigit per Sergei Lemeshevskii. El 10 d'agost de 2017 el Consell d'Administració de l'Associació Lavotxkina va nomenar Vladimir Kolmykov, Director General de l'empresa.

## Descripció general
La companyia desenvolupa i fabrica naus espacials com les etapes superiors dels coets Fregat , satèl·lits i sondes interplanetàries. És un contractista de diversos programes militars, com el satèl·lit d'alerta primerenca Oko, els programes Prognoz i Araxes, així com el programa civil Kupon. Un dels projectes més destacats de la companyia va ser la participació en la fracassada missió de retorn de mostres de Fobos-Grunt. NPO Làvotxkin també ha desenvolupat la sèrie Elektro-L de satèl·lits meteorològics de nova generació, així com la plataforma de satèl·lits estàndard Navigator, que servirà de base per a diversos futurs satèl·lits russos.

## Història
La companyia va ser fundada el 1937 com OKB-301, una oficina de disseny (OKB) d'aeronaus soviètica. El dissenyador principal va ser Vladimir P. Gorbunov. L'octubre de 1945, Semion Làvotxkin va ser promogut pel dissenyador de cap de l'agència de disseny. Va obtenir distinció per a la seva família d'avions de combat amb de pistó durant la Segona Guerra Mundial, i més tard va canviar a dissenys de míssils i avions de combat. Després de la mort del dissenyador en cap, l'OKB-301 va sucumbir al creixent poder de Vladimir Chelomey i es va convertir en la sucursal núm. 3 de l'OKB-52 el 18 de desembre de 1962.:300 Posteriorment, es va dedicar a treballar els dissenys de la sonda interplanetària per al programa de retorn de mostres lunars, el programa Lunokhod, el programa Vega, el programa Fobos, etc. L'antic OKB-301 es va nomenar NPO Làvotxkin.
El gener de 2012, els funcionaris de Làvotxkin es van enfrontar a un càstig administratiu per no tenir en compte el disseny del sistema informàtic
 després de l'accident de la nau espacial russa Fobos-Grunt.

## Projectes

### Avions

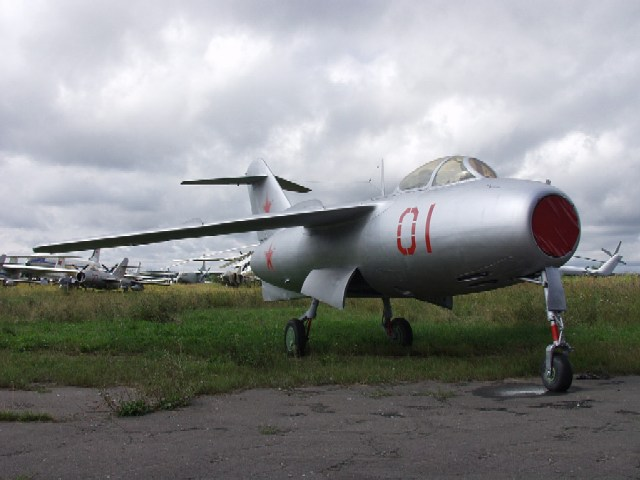
Un La-15 al museu Monino

- LaGG-1
- LaGG-3
- Gu-82
- K-37
- Gu-1
- La-5
- La-7 "Fin"
- La-9 "Fritz"
- La-11 "Fang"
- La-15 "Fantail"
- La-17
- La-120
- La-126
- La-130
- La-132
- La-134
- La-138
- La-140
- La-150
- La-152
- La-154
- La-156
- La-160
- La-168
- La-174
- La-176
- La-180
- La-190
- La-200
- La-250 Anakonda

### Coets i míssils
- S-25 Berkut (SA-1 "Guild") - míssil terra-aire
- S-75 Dvina (SA-2 "Guideline") - míssil terra-aire
- La-205 és V-300, un míssil terra-aire per al sistema de defensa aèria S-25
- La-350 Burya - míssil de creuer intercontinental
- La-400 DAL - míssil terra-aire[6][7]
- Fregat - Etapa superior

### Naus espacials
- Astron
- Elektro-L - satèl·lit
  - Elektro-L No.1
  - Elektro-L No.2
- Fobos-Grunt - sonda espacial
- Granat - satèl·lit
- Living Interplanetary Flight Experiment - sonda espacial
- Programa Luna
  - Luna 9
  - Luna 10
  - Luna 11
  - Luna 12
  - Luna 13
  - Luna 14
  - Luna 15
  - Luna 16
  - Luna 17
  - Luna 18
  - Luna 19
  - Luna 20
  - Luna 21
  - Luna 22
  - Luna 23
  - Luna 24
  - Luna E-8 No.201
  - Luna E-8-5 No.402
  - Luna E-8-5 No.405
  - Luna E-8-5M No.412
- Programa Lunokhod
  - Lunokhod 1
  - Lunokhod 2
- Programa Mars
  - Mars 2M No.521
  - Mars 2M No.522
  - Mars 4
  - Mars 5
  - Mars 5M
  - Mars 6
  - Mars 7
- Mars-96
- Oko - satèl·lit d'alerta primerenca de míssils
- Spektr-R - satèl·lit de radiotelescopi espacial, dedicat a la interferometria de base molt llarga
- US-K - satèl·lit
- US-KMO - satèl·lit
- US-KS - satèl·lit
- Programa Venera
  - Venera 3
  - Venera 4
  - Venera 5
  - Venera 7
  - Venera 8
  - Venera 9
  - Kosmos 167
- Programa Vega
  - Vega 1
  - Vega 2

### Projectes futurs
- ExoMars missió de 2018
- Luna-Glob
- Mars-Grunt - sonda espacial
- Spektr-RG - observatori d'astrofísica d'alta energia

## Dissenyadors i enginyers
- Gueorgui Babakin
- Semion Làvotxkin
- Iuri Koptev, posteriorment director de Roscosmos, va treballar a Làvotxkin des de 1965